# Аммондт, Эдуард Васильевич
Эдуард Васильевич фон Аммондт (фин. Edvard Reinhold von Ammondt; 1832—1887) — генерал-майор русской императорской армии, Санкт-Михельский и Тавастгусский губернатор.

## Биография
Родился 30 ноября (12 декабря) 1832 года в Санкт-Петербурге, сын генерал-лейтенанта Василия Антоновича фон Аммондта.
Образование получил в Финляндском кадетском корпусе и 1-м кадетском корпусе в Санкт-Петербурге; 25 августа 1853 года был выпущен прапорщиком в лейб-гвардии Финляндский полк; 22 августа 1854 года произведён в подпоручики и 27 марта 1855 года — в поручики. Далее Аммондт получил чины штабс-капитана (22 мая 1859 года) и капитана (17 апреля 1863 года).
18 сентября 1863 года назначен флигель-адъютантом. В 1863 и 1867 годах был депутатом Финляндского сейма; 25 мая 1866 года назначен командиром батальона лейб-гвардии Литовского полка; 30 августа 1867 года произведён в полковники и 23 марта 1869 года получил в командование лейб-гвардии Царскосельский стрелковый батальон.
5 января 1874 года Аммондт был назначен исправляющим должность Санкт-Михельского губернатора, 31 августа 1875 года утверждён в должности и 21 сентября 1875 года зачислен в Свиту Его Императорского Величества с чином генерал-майора (хотя приказ о производстве состоялся лишь через несколько дней, 30 сентября; старшинство в чине установлено с 1 января 1878 года); 17 декабря 1875 года Аммондт был перемещён на должность Тавастгусского губернатора.
Скончался на службе в Тавастгусе 16 (28) октября 1887 года, похоронен в Пори.

## Награды
Среди прочих наград Аммондт имел российские ордена:
- Орден Святого Станислава 3-й степени (7 сентября 1856 года)
- Орден Святой Анны 3-й степени (11 сентября 1858 года)
- Орден Святого Станислава 2-й степени (11 сентября 1865 года)
- Орден Святой Анны 2-й степени (11 сентября 1870 года, императорская корона к этому ордену пожалована 10 февраля 1873 года)
- Орден Святого Владимира 4-й степени (1872 год)
- Орден Святого Владимира 3-й степени (1879 год)
- Орден Святого Станислава 1-й степени (1882 год)
- Орден Святой Анны 1-й степени (1887 год)

Из иностранных орденов имел:
- командорский крест 1-й степени датского ордена Данеброга (1868)
- прусский орден Красного орла 2-й ст. (1873)

## Семья
С 14 октября 1856 года был женат на дочери командира Гренадерского корпуса барона Э. А. Рамзая, Ольге (Olga Vivika Ramsay; 4.9.1836—10.8.1902)
Дочери:
- Констанция София фон Аммонд (1858—1941, Финляндия), фрейлина императорского двора. Ее муж — Константин Васильевич Шарнгорст.
- Сигрид (Сигрид Йоханна) фон Аммондт (1860—1938, Финляндия), фрейлина императорского двора. Ее муж — Константин Константинович Руин (1855—1922), инженер путей сообщения[3].  Их дочь   —Наталья Дагмар Руин (1894—1977) писательница[4].
- Ольга Анна Мария фон Аммондт (1863—1940)
- Дагмар Августа Вильгельмина фон Аммондт (1869—1957, Финляндия). Ее муж — Аксель Габриэль Валленшёльд, писатель, член парламента[5].